# Glyphoglossus guttulatus
Glyphoglossus guttulatus е вид земноводно от семейство Microhylidae.

## Разпространение
Видът е разпространен във Виетнам, Камбоджа, Лаос, Малайзия, Мианмар и Тайланд.